# سنترال رنج پوینت
سنترال رنج پوینت (به لاتین: Central Range Point) یک کوه در تایوان است. سنترال رنج پوینت  ۳٬۷۰۳ متر بالاتر از سطح دریا واقع شده‌است.